# (1434) Margot
(1434) Margot ist ein Asteroid des Hauptgürtels, der am 16. März 1936 vom russischen Astronomen Grigori Nikolajewitsch Neuimin in Simejis entdeckt wurde.
Die Herkunft des Namens ist unbekannt.